# Grič pri Klevevžu
Grič pri Klevevžu je naselje u slovenskoj Općini Šmarješke Toplice. Grič pri Klevevžu se nalazi u pokrajini Dolenjskoj i statističkoj regiji Jugoistočnoj Sloveniji. 

## Stanovništvo
Prema popisu stanovništva iz 2002. godine naselje je imalo 44 stanovnika.